# Oligarquía rusa

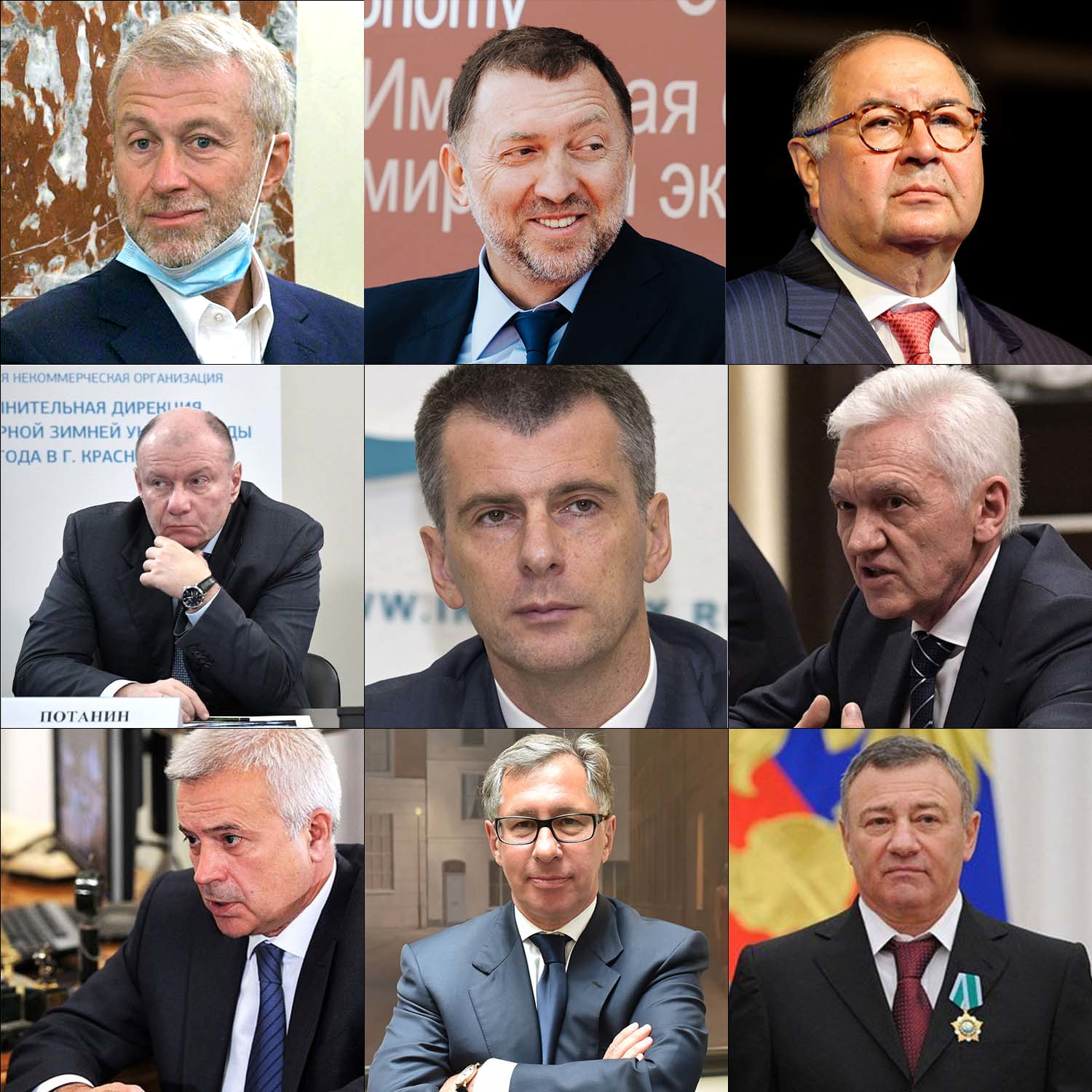
Oligarcas rusos (de arriba a la izquierda hacia abajo):
Román Abrámovich, Oleg Deripaska, Alisher Usmánov, Vladímir Potanin, Mijaíl Prójorov, Gennady Timchenko, Vaguit Alekpérov, Petr Aven y Arkady Rotenberg.

Los oligarcas rusos (en ruso: олигархи, romanizado: oligarji) son oligarcas empresariales de las antiguas repúblicas soviéticas que cuentan con una riqueza acumulada rápidamente durante la era de privatización rusa en el periodo posterior a la disolución de la Unión Soviética en los años 90. El Estado soviético dejó la propiedad de empresas estatales en disputa, lo cual abrió paso a la negociación informal con funcionarios de la extinta URSS (mayoritariamente en Rusia y Ucrania) como mecanismo para adquirir definitivamente la propiedad estatal. El historiador Edward L. Keenan ha dibujado una comparación entre el fenómeno ruso actual de los oligarcas y el sistema de los poderosos boyardos que emergió en la Moscovia medieval tardía.
Los primeros oligarcas rusos modernos aparecieron como empresarios bajo Mijaíl Gorbachov (secretario general entre 1985–1991) durante el periodo de liberalización del mercado. Borís Berezovski, matemático y exinvestigador, se convirtió en el primer oligarca empresarial ruso conocido. Esta generación más joven de hombres de negocios fue capaz de construir su riqueza inicial gracias a Gorbachov y sus reformas "cuando la coexistencia de precios regulados y cuasiprecios de mercado crearon oportunidades enormes para el arbitraje." El término "oligarca" deriva del antiguo griego oligarjia significando "el gobierno de los pocos".
Los oligarcas se volvieron cada vez más influyentes en la política rusa durante la presidencia de Borís Yeltsin (1991-1999); ayudaron a financiar su reelección en 1996. Oligarcas bien conectados como Román Abramóvich, Mijaíl Jodorkovski, Borís Berezovski y Vladímir Potanin adquirieron activos clave por una fracción del valor en las subastas del plan de préstamos sobre acciones realizadas en el período previo a la reelección. Los defensores de los oligarcas caídos en desgracia argumentan que las empresas que adquirieron no estaban muy valoradas en ese momento porque todavía funcionaban según los principios soviéticos, con inexistente control de acciones, enormes nóminas, sin informes financieros y escasa consideración por las ganancias.
A partir de 2018, varios oligarcas rusos y sus compañías han sido afectados por sanciones de Estados Unidos por la Ley Americana para Contrarrestar Adversarios a través de Sanciones (CAATSA por sus siglas en inglés) por su apoyo «a las malignas actividades del gobierno ruso alrededor del globo». En 2022, muchos oligarcas rusos y sus familiares cercanos fueron atacados y sancionados por países de todo el mundo como reprimenda a la guerra de Rusia en Ucrania.

## Era Yeltsin, 1991-1999
Durante la perestroika de Mijaíl Gorbachov (c. 1985
-1991), muchos empresarios en Rusia importaron bienes como computadoras personales y pantalones vaqueros al país y los vendieron obteniendo grandes ganancias.
Una vez que Borís Yeltsin asumió la presidencia de Rusia en julio de 1991, los oligarcas surgieron como empresarios bien conectados que comenzaron desde casi nada y se enriquecieron a través de la participación en el mercado a través de conexiones con el gobierno corrupto, pero electo, de Rusia durante la transición del Estado a una economía basada en el mercado. El llamado programa de privatización de bonos de 1992-1994 permitió a un puñado de jóvenes convertirse en multimillonarios, específicamente arbitrando la gran diferencia entre los antiguos precios internos de las materias primas rusas (como el gas natural y el petróleo) y los precios prevalecientes en el mercado mundial. Estos oligarcas se volvieron impopulares entre el público ruso y a menudo se les culpa por la agitación que asoló a la Federación Rusa tras el colapso de la Unión Soviética en 1991.

### Aparición
Los economistas Serguéi Guriev y Andréi Rachinski contrastan a los oligarcas más antiguos con vínculos de nomenklatura y a los empresarios de generaciones más jóvenes, como Kakha Bendukidze, que construyeron su riqueza desde cero porque las reformas de Gorbachov afectaron a un período "cuando la coexistencia de precios regulados y cuasimercado creó enormes oportunidades para el arbitraje".
La mayoría de los oligarcas fueron promovidos (al menos inicialmente) por los apparatchiks soviéticos, con fuertes conexiones con las estructuras de poder soviéticas y acceso a los fondos del Partido Comunista. El propio Borís Berezovski fue jefe del Departamento de Diseño de Sistemas en otro centro de investigación de la Academia de Ciencias. Su empresa privada fue fundada por el Instituto como empresa conjunta. Mijaíl Jodorkovski comenzó su negocio importando computadoras bajo los auspicios del Centro para la Creatividad Científica y Técnica de la Juventud autorizado por el Komsomol en 1986, sirviendo brevemente como subsecretario del Komsomol para un distrito de Moscú en 1987. Su paso a la banca dos años después fue financiado con el apoyo de exalumnos del Komsomol que trabajan en el gobierno de la ciudad de Moscú. Más tarde, trabajó en el gobierno ruso como asesor del primer ministro y viceministro de combustible y energía mientras seguía dirigiendo su negocio. Vladímir Vinográdov era el economista jefe de Promstroybank, uno de los seis bancos existentes en la Unión Soviética, y anteriormente se desempeñó como secretario de la organización Komsomol de la planta Atommash.

### Apoyo político
El economista Yegor Gaidar trabajó en un grupo de expertos de la Academia de Ciencias Soviética inspirado en RAND. Más tarde, Gaidar se convirtió en el editor de economía de la revista Kommunist, el órgano teórico oficial del CC del PCUS. También ocupó varios cargos, incluido el de primer ministro del gobierno ruso durante 1991-1992. Junto con Anatoly Chubais, los dos "jóvenes reformadores" fueron los principales responsables de la privatización a principios de los años 1990.  Según David Satter, "lo que impulsó el proceso no fue la determinación de crear un sistema basado en valores universales sino más bien la voluntad de introducir un sistema de propiedad privada que, en ausencia de ley, abrió el camino a la persecución criminal de dinero y poder".
La crisis financiera rusa de 1998 afectó duramente a la mayoría de los oligarcas y aquellos cuyas participaciones estaban basadas principalmente en la banca perdieron gran parte de sus fortunas. Los oligarcas más influyentes de la era Yeltsin incluyen Román Abramóvich, Borís Berezovski, Vladímir Gusinski, Mijaíl Jodorkovski, Vladímir Potanin, Aleksandr Smolenski y Vladímir Vinográdov. Ellos formaron lo que se conoció como la Semibankirschina (o "traje de los siete banqueros"), un grupo de empresarios con gran influencia sobre Boris Yeltsin y su entorno político. Juntos controlaron entre el 50% y el 70% de todas las finanzas rusas entre 1996 y 2000. El historiador Edward L. Keenan ha comparado a estos oligarcas con el sistema de poderosos boyardos que surgieron en Moscovia de finales de la Edad Media. The Guardian informó en 2008 que «el Kremlin ha purgado a los "oligarcas" de la era del ex presidente Boris Yeltsin».

## Era Putin, 1999-2022 (antes de la invasión de Ucrania)
Prominentes oligarcas de la era Putin incluyen a 
- Román Abramóvich
- Aleksandr Abramov
- Oleg Deripaska
- Mijaíl Prójorov
- Alisher Usmánov
- German Khan
- Víktor Vekselberg
- Leonid Míjelson
- Vaguit Alekpérov
- Mijaíl Fridman
- Dmitri Rybolóvlev
- Vladímir Potanin
- Piotr Aven
- Vitali Malkin.

El multimillonario, filántropo, mecenas y anterior agente de la KGB Aleksánder Lébedev ha criticado a los oligarcas diciendo "pienso que la riqueza material para ellos es una cosa altamente emocional y espiritual. Gastan muchísimo dinero en su consumo personal propio." Lebedev también les describió como "una panda de iletrados ignorantes", diciendo "no leen libros. No tienen tiempo. No van a exposiciones de arte. Piensan que la manera única de impresionar a cualquiera es comprarse un yate." También apunta que los oligarcas no tienen ningún interés en la justicia social.